# 三好範英
三好 範英（みよし のりひで、1959年 - ）は、日本のジャーナリスト。

## 人物・来歴
東京都生まれ。東京大学教養学部相関社会科学分科卒。1982年読売新聞入社。前橋支局ほかを経て、外報部。90～93年、バンコク、プノンペン特派員。97～2001年、ベルリン特派員、2006～08年はハーバード大学ウェザーヘッド国際問題研究所日米関係プログラムに参加。2009～2013年は再びベルリン支局。編集委員。2015年『ドイツリスク「夢見る政治」が引き起こす混乱』で第25回山本七平賞特別賞を受賞。退社しフリージャーナリスト。

## 著書
- 『カンボジアPKO 特派員報告 地域紛争解決と国連』亜紀書房, 1994.11
- 『戦後の「タブー」を清算するドイツ』亜紀書房, 2004.3
- 『蘇る「国家」と「歴史」 ポスト冷戦20年の欧州』芙蓉書房出版, 2009.10
- 『ドイツリスク 「夢見る政治」が引き起こす混乱』光文社新書, 2015.9
- 『メルケルと右傾化するドイツ』光文社新書, 2018.2
- 『本音化するヨーロッパ 裏切られた統合の理想』幻冬舎新書, 2018.9
- 『ウクライナ・ショック：覚醒したヨーロッパの行方』草思社, 2022.12

共著
- 『日米の絆　元駐米大使加藤良三回顧録』聞き手・編者、吉田書店, 2021.7